# Modlitewnik (islam)

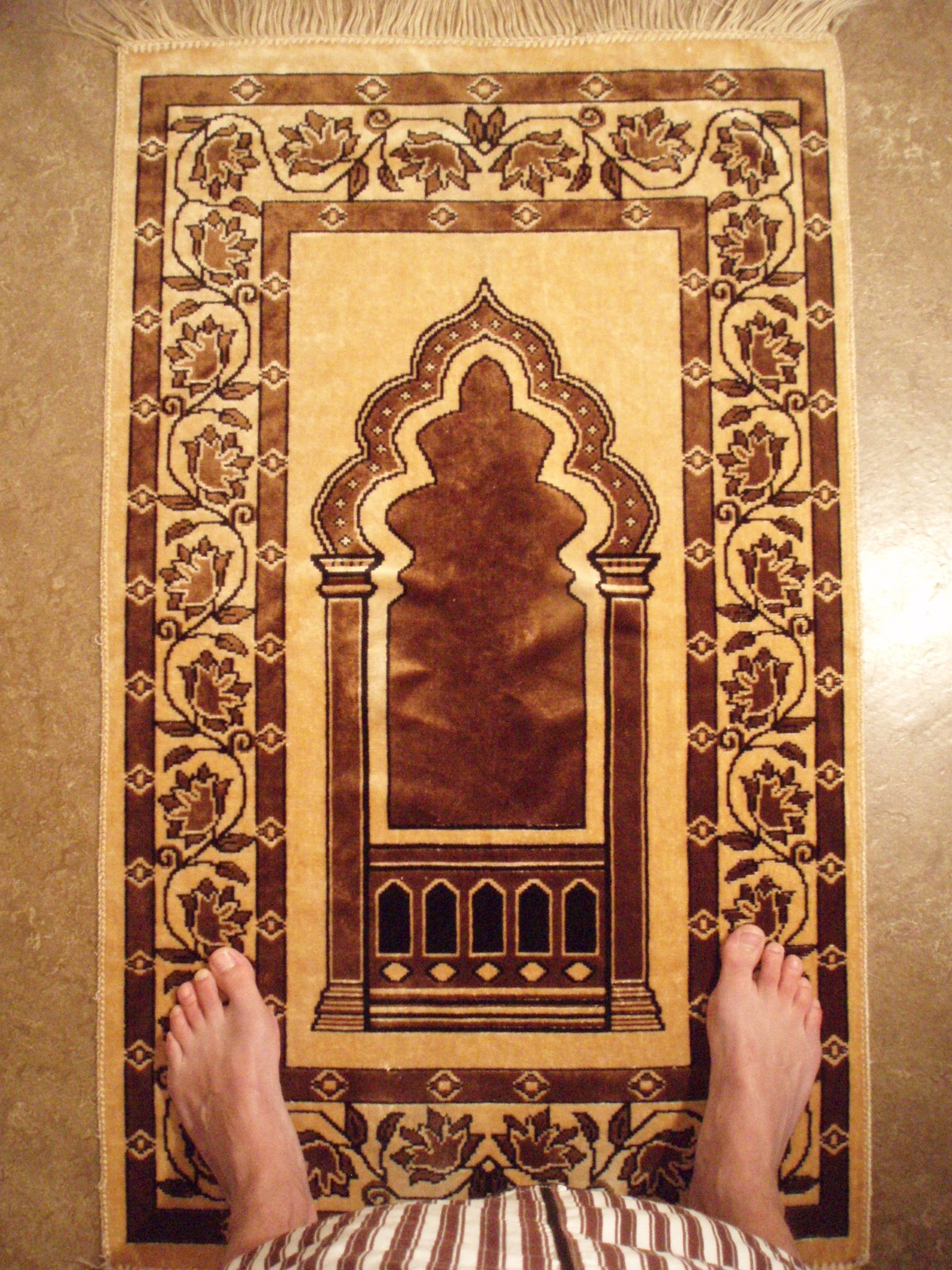
Modlitewnik

Modlitewnik, z arabskiego sadżadża, musalla (miejsce modlitwy), z perskiego janamaz – kobierzec służący wyznawcy islamu do przykrycia miejsca, na którym odprawia modlitwę, w celu uzyskania jego rytualnej czystości.
Dywaniki modlitewne weszły do użytku w XVI w. Nie są obowiązkowe. Przeciętne wymiary modlitewnika to 80 na 160 cm. Charakterystycznym motywem tego typu kobierca jest umieszczony w jego polu środkowym wizerunek zwieńczonej łukiem niszy modlitewnej, nawiązujący do mihrabu w meczecie. Podczas modlitwy wzór mihrabu musi być skierowany ku Mekce (kibla). Istnieją kobierce, na których znajdują się dwa lub trzy mihraby obok siebie (kobierce braci), służące do modlitwy wspólnej. Używane są też wieloniszowe modlitewniki rodzinne.
Oprócz mihrabu sadżadża ma również często inne elementy wzoru nawiązujące do symboli kultu: często zwisającą lampę meczetową, naczynie (dzban) z wodą, przypominające konieczność rytualnych ablucji, czy grzebień przypominający, że przed modlitwą należy przyczesać brodę. Bordiura kobierca składa się zwykle z symbolicznej liczby siedmiu pasów.
Kobierce modlitewne, wytwarzane głównie w środkowej i zachodniej Azji, różnią się formami w zależności od regionu. Głównym ośrodkiem historycznym ich produkcji jest Anatolia. Mihraby na tamtejszych modlitewnikach mają ostro zakończone schodkowe łuki. Perskie kobierce charakteryzuje elegancki krzywoliniowy łuk mihrabów, a w regionach kaukaskich i turkmeńskich łuki mihrabów są zakończone prostoliniowo. Kaukaskie kobierce modlitewne często posiadają po obu stronach mihrabu stylizowane przedstawienie rąk, wskazując w ten sposób miejsca, w których należy położyć dłonie podczas modlitwy.